# Gemarker Kirche

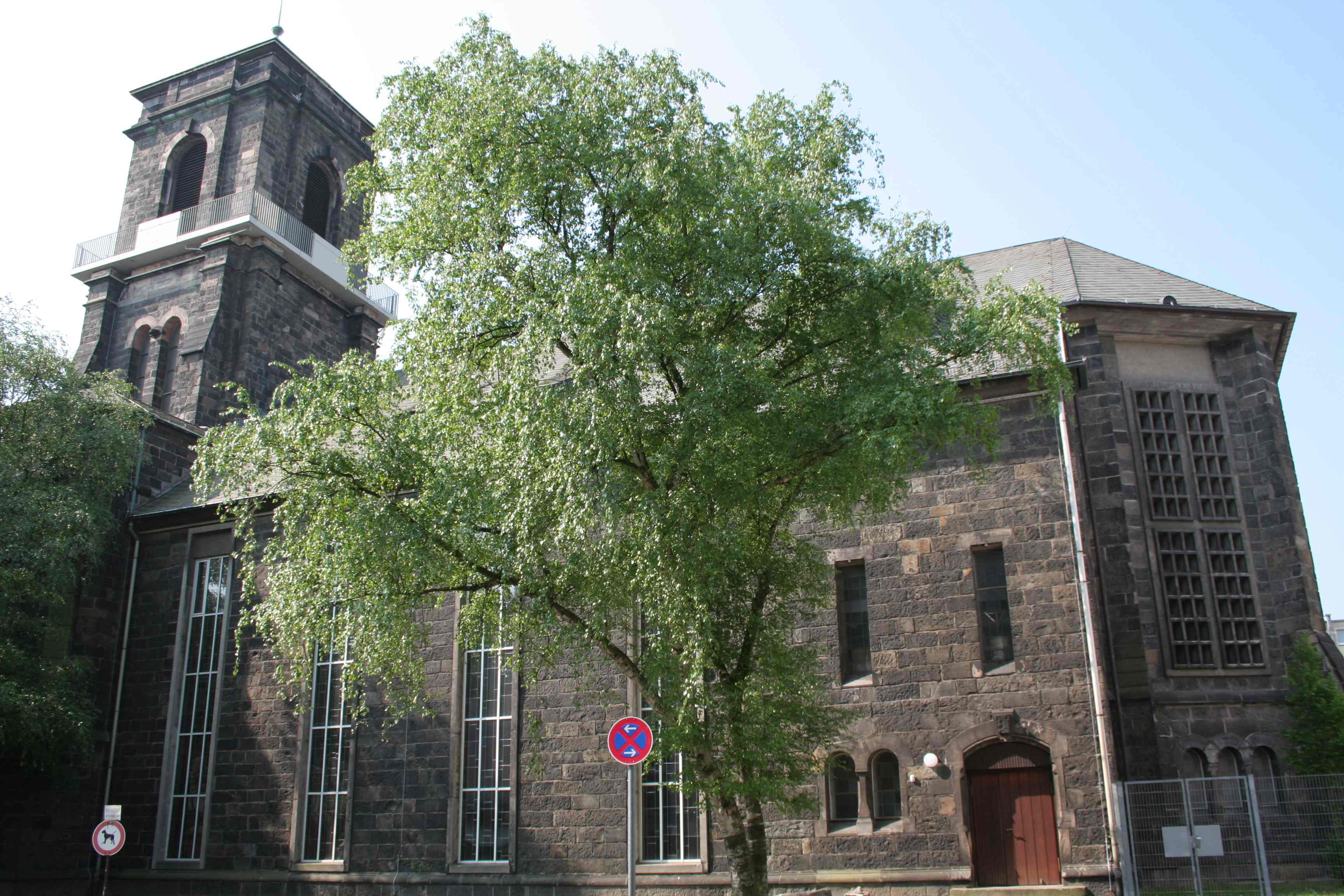
Gemarker Kirche April 2007

Die Gemarker Kirche  ist eine evangelische Kirche im Wuppertaler Stadtteil Barmen, in der die Barmer Bekenntnissynode der Deutschen Evangelischen Kirche am 31. Mai 1934 die Barmer Theologische Erklärung, auch als  Barmer Bekenntnis bekannt, verabschiedete. Das war die konstituierende Synode der Bekennenden Kirche.
Die Kirche gehört zur Evangelischen Kirchengemeinde Gemarke-Wupperfeld im Kirchenkreis Wuppertal der Evangelischen Kirche im Rheinland. Die Gemeinde ist Mitglied der internationalen Nagelkreuzgemeinschaft, die sich für völkerweite Versöhnung und eine Kultur des Friedens einsetzt.

## Geschichte

### Erster Bau

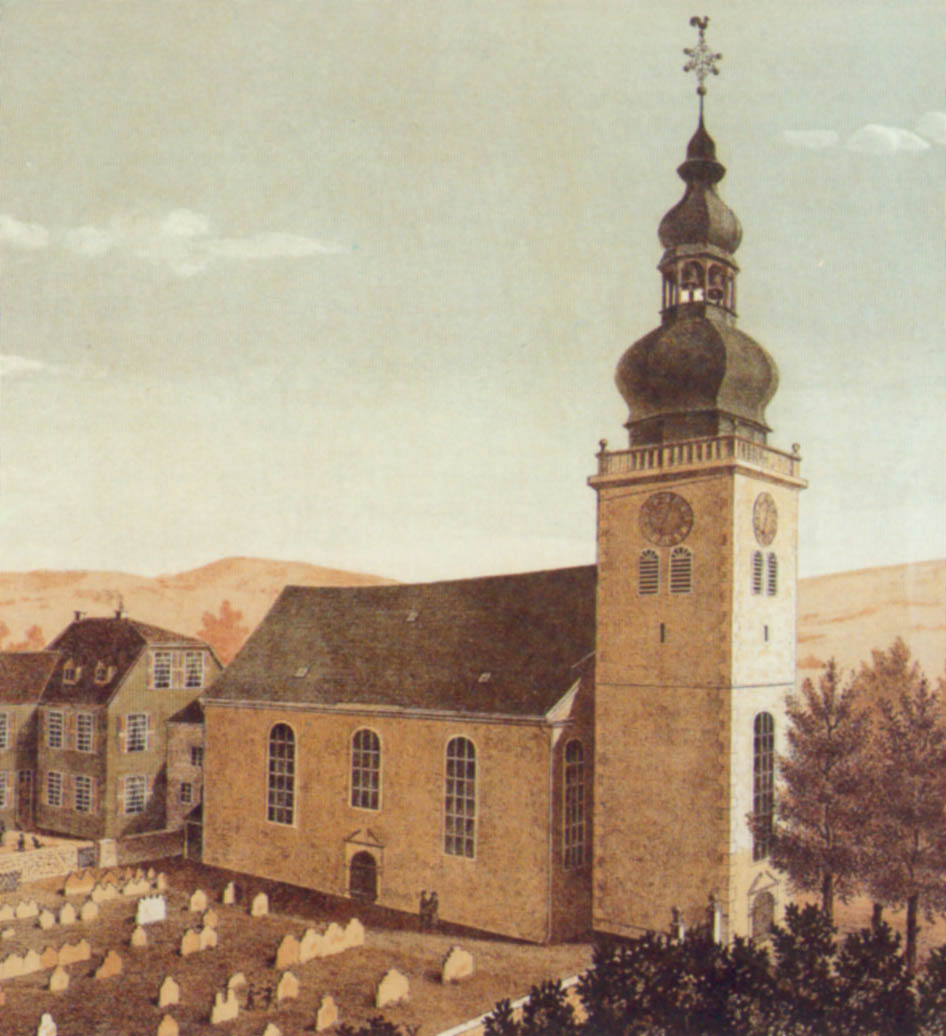
Gemarker Kirche 1710–1887 (Lithographie)

Am 8. August 1702 stimmte Herzog Johann Wilhelm II. von Jülich und Berg der Gründung einer selbständigen evangelisch-reformierten Gemeinde in Barmen zu. Doch erst ein Jahrzehnt später, am 19. Mai 1710, wurde der Grundstein für einen Kirchbau gelegt. Das Grundstück auf der Gemarke, das namengebend für die junge Gemeinde wie für die zu errichtende Kirche war, hatte der Barmer Kaufmann Peter Wichelhausen zur Verfügung gestellt. Der Bau kam zunächst zügig voran; doch stürzte am 29. Februar 1712 der gerade fertiggestellte Kirchturm ein, weil der morastige Untergrund das Bauwerk nicht zu tragen vermochte.
Dennoch konnte am 17. Juni 1714 der erste Gottesdienst in der Gemarker Kirche gefeiert werden. In den folgenden Jahrzehnten bildete sich um den Kirchbau herum die Ortschaft Gemarke. Am 8. Juni 1719 wurde endlich mit dem zweiten Bau eines Kirchturms begonnen; der Bau musste jedoch 1721 erneut eingestellt werden, da die immensen Baukosten nicht weiter gedeckt werden konnten. 1727 war der Kirchturm schließlich fertiggestellt.

### Zweiter Bau
Da aufgrund der Industrialisierung die Gemeinde im 19. Jahrhundert stark anwuchs, wurde das Kirchengebäude bald zu klein. So entschloss sich das Gemarker Presbyterium zu einem Neubau. Die erste Gemarker Kirche wurde im Spätsommer 1887 geschlossen und abgerissen. Ab Herbst 1887 bis 1890 entstand an gleicher Stelle durch die Baumeister Bummerstedt, Bremen, und Berger, Wiesbaden, die zuvor schon die Unterbarmer Christuskirche errichtet hatten, eine größere Kirche. Der eklektizistische Zentralbau war innen etwa 25 m lang, 27 m breit und 16 m hoch. Der vierteilige Kirchturm war 70 m hoch und zu beiden Seiten von zwei Treppentürmchen eingefasst. Die historischen Fenster- und Portalformen waren der Renaissance nachempfunden. Die Prinzipalstücke samt Orgelprospekt waren übereinander angeordnet. Insgesamt bot die Kirche 1300 Menschen Platz.

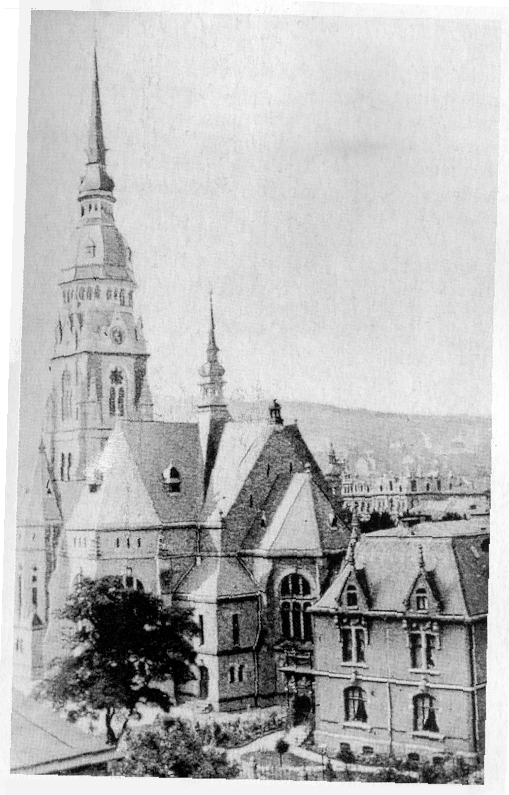
Gemarker Kirche 1890
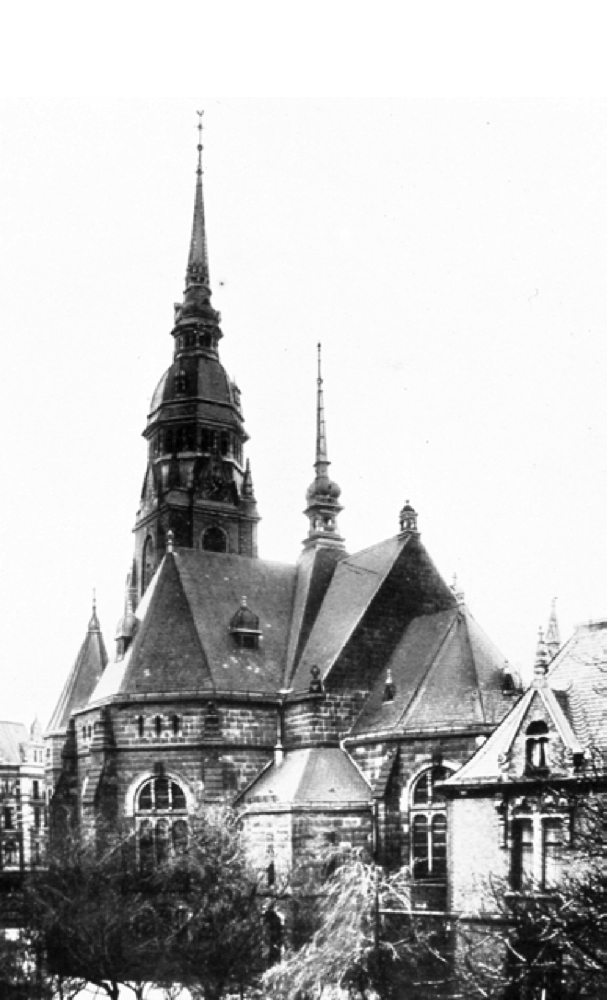
Ansicht von Norden
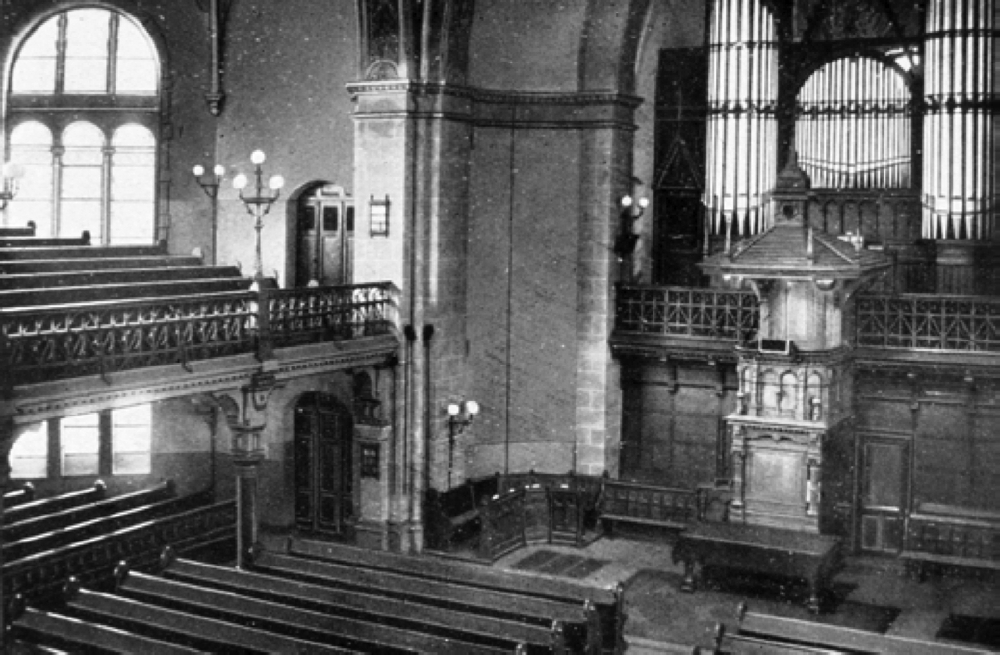
Inneres nach der Erbauung
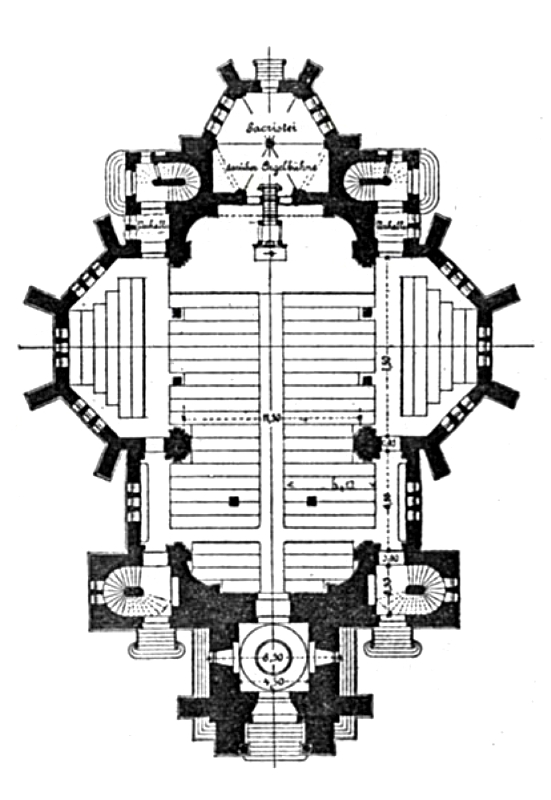
Grundriss des Erdgeschosses

Große Teile Barmens wurden in der Nacht zum 30. Mai 1943 durch einen britischen Luftangriff zerstört. So brannte auch die Gemarker Kirche bis auf die Außenmauern nieder.

### Wiederaufbau

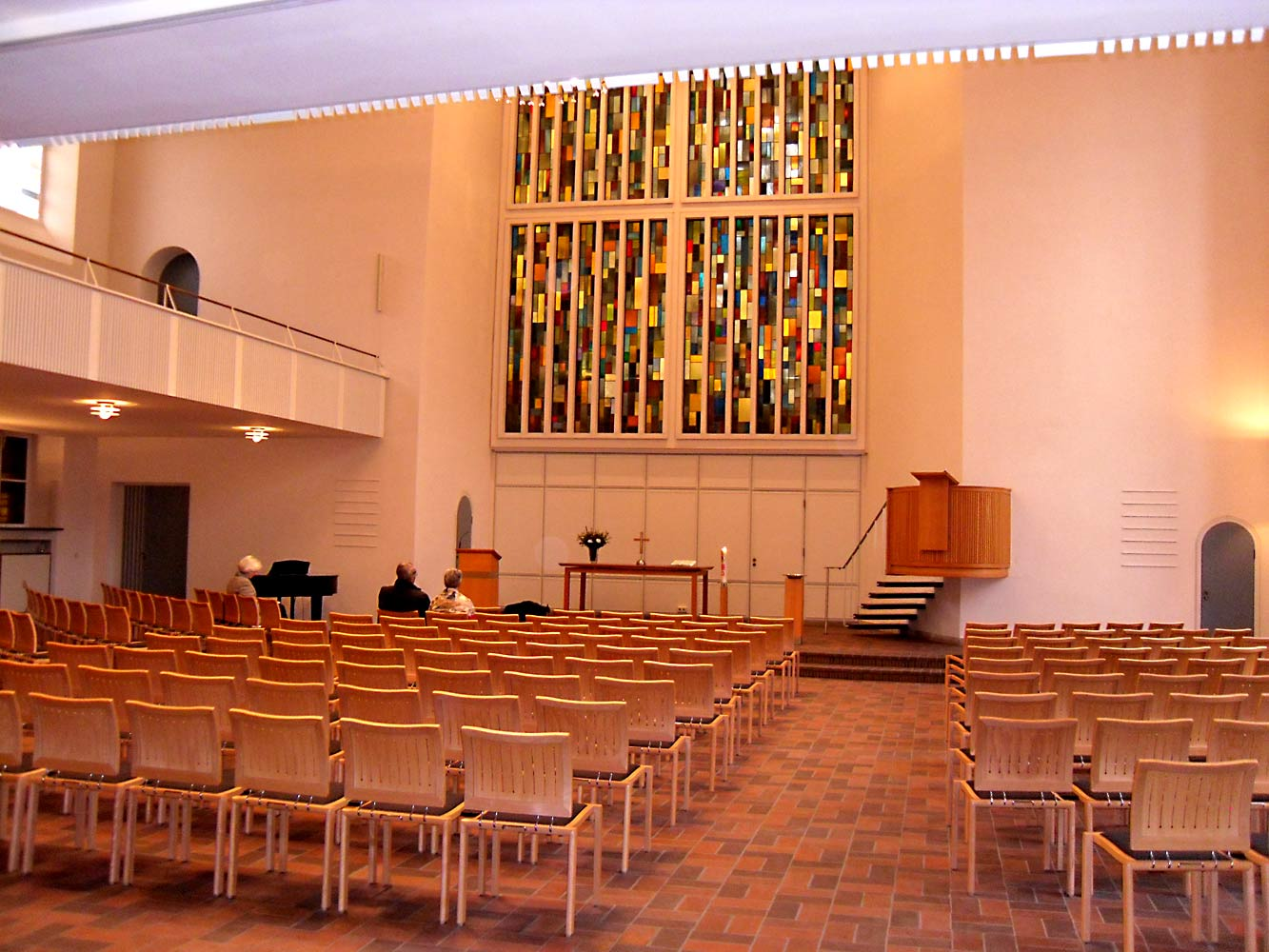
Gemarker Kirche, Inneres; Fenster von Helmut Erdle

Der Wiederaufbau in den Jahren 1954/1955 wurde unter der Planung und Leitung der Architekten Erdle und Schröder durchgeführt. Dabei gestaltete Erdle auch einige Buntglasfenster. Am 19. Mai 1955, Christi Himmelfahrt, konnte endlich der erste Gottesdienst in der wieder errichteten, jedoch deutlich kleineren Gemarker Kirche stattfinden.
Die Kirche wurde 1992 unter der Nr. 2008 in die Denkmalliste der Stadt Wuppertal eingetragen.

#### Orgel und Geläut
Die Orgel der wieder aufgebauten Gemarker Kirche wurde 1961 von Rudolf von Beckerath gebaut. Sie verfügt über 17 Register auf zwei Manualen und Pedal.

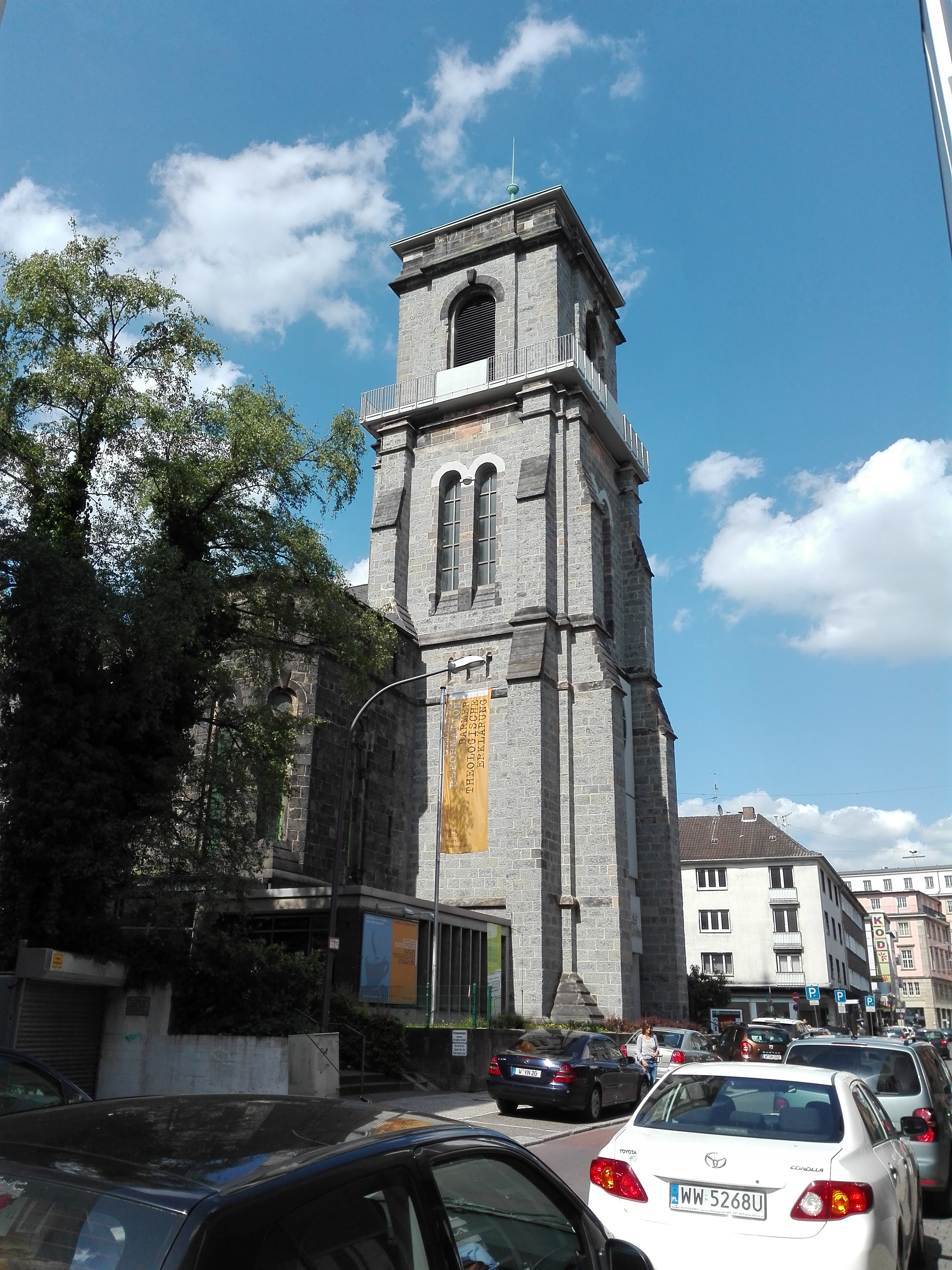
Der heutige Kirchturm der bis 1955 neu errichteten Kirche

Im Kirchturm hängt ein fünfstimmiges Glockengeläut aus Bronze. Die Glocken wurden 1962 von der Glocken- und Kunstgießerei Rincker in Sinn (Hessen) gegossen.
| Glocke | Durchmesser | Schlagton |
| ------ | ----------- | --------- |
| 1      | 1330 mm     | e′        |
| 2      | 1180 mm     | fis′      |
| 3      | 1105 mm     | g′        |
| 4      | 0990 mm     | a′        |
| 5      | 0880 mm     | h′        |